# سیتروئن دی‌اس
سیتروئن دی‌اس (به فرانسوی: Citroën DS; تلفظ فرانسوی: [si.tʁɔ. ɛn de. ɛs]) یک خودروی تشریفاتی موتور وسط جلو، چرخ‌محرک جلو است که توسط سیتروئن از سال ۱۹۵۵ تا ۱۹۷۵ در قالب‌های فست‌بک/سدان، واگن/استیت، و بدنه کانورتیبل در سه سری یک نسل تولید و به بازار عرضه شد.
دی‌اس که با یک نوع ارزان‌تر، سیتروئن آی‌دی به بازار عرضه شد، به خاطر طراحی بدنه آیرودینامیک و آینده‌نگرش معروف بود. فناوری غیرمتعارف، عجیب و غریب و نوآورانه، و استانداردهای جدیدی را در کیفیت سواری، هندلینگ و ترمز تعیین کرد، به دلیل اینکه هر دو نخستین خودروی تولید انبوه مجهز به سامانه تعلیق هیدروپنوماتیک و همچنین ترمزهای دیسکی هستند. سری ۳ ۱۹۶۷ همچنین چراغ‌های جلو جهت‌دار را به یک خودروی تولید انبوه معرفی کرد.
مجسمه‌ساز و طراح صنعتی ایتالیایی فلامینیو برتونی و مهندس هوانوردی فرانسوی آندره لوفور این خودرو را طراحی و مهندسی کردند و پل ماگز سیستم تعلیق خود تراز هیدروپنوماتیک را توسعه داد. رابرت اوپرون فیس لیفت سری ۳ را در سال ۱۹۶۷ طراحی کرد. سیتروئن ۱٬۴۵۵٬۷۴۶ نمونه در شش کشور ساخت که از این تعداد ۱٬۳۳۰٬۷۵۵ در کارخانه اصلی سیتروئن پاریس Quai de Javel (اکنون Quai André-Citroën) تولید شد.
در ترکیب با دیفرانسیل جلو ثابت شده سیتروئن، DS تقریباً در کل تولید ۲۰ ‑ خود به‌صورت رقابتی در مسابقات رالی مورد استفاده قرار گرفت و در اوایل سال ۱۹۵۹ و در اواخر سال ۱۹۷۴ به چندین پیروزی بزرگ دست یافت. این خودرو در نظرسنجی خودروی قرن در سال ۱۹۹۹ که تاثیرگذارترین طراحی‌های خودروی جهان را به رسمیت می‌شناخت، سوم شد و توسط مجله Classic &amp; Sports Car به‌عنوان زیباترین خودروی تمام دوران انتخاب شد.
نام DS و ID در زبان فرانسوی جناس هستند. "DS" دقیقاً مانند déesse تلفظ می‌شود، ت.ت. 'goddess' الهه '، درحالی‌که "ID" به‌صورت idée ("ایده") تلفظ می‌شود.